# Nils Brahe den äldre
Nils Brahe den äldre, född 14 oktober 1604 på Rydboholms slott i Uppland, död 21 november 1632 i Naumburg an der Saale efter att ha sårats i slaget vid Lützen i Tyskland, var en svensk greve, riksråd och general, son till riksrådet, greve Abraham Brahe och Elsa Gyllenstierna. Han var far till Nils Brahe den yngre.
Brahe studerade vid Uppsala universitet där hans far var kansler. Efter att ha tjänat vid hovet ett antal år infann han sig som page hos Gustav II Adolf 1620 och bevistade i denna egenskap Rigas belägring 1621 och det följande lifländska fälttåget.
Konungen hade fattat tycke för Brahes förmågor och det var sannolikt på hans inrådan som Brahe skrevs in vid Leydens universitet 1623. Här visade han prov på stor skicklighet inom framför allt matematik.
1625 var han åter under konungens fanor som kammarjunkare. 1626 utnämndes han till fänrik vid hovregementet och deltog med utmärkelse i sin första strid i slaget vid Mewe samma år. 1627 uppvisade han åter stor tapperhet vid Danziger-Haupt och han dubbades till riddare samt erhöll överstelöjtnants grad.
Snart utsedd till överste för Upplands fotfolk förde han 1628 tillsammans med Alexander Leslie befäl över de hjälptrupper som skulle komma de av Wallenstein belägrade svenska trupperna i Stralsund till undsättning. Brahe visade åter prov på mod och initiativförmåga i sina många utfall som ledde till att Wallenstein tvingades avbryta sin belägring.
Efter en kortare vistels i Sverige vintern 1629–1630 var han åter i Tyskland sommaren 1630 och hade här en framskjutande roll. Deltog i slaget vid Breitenfeld 1631 med Upplands fotfolk men utnämndes efter slaget till överste för livregementet och chef för konungens livgarde, vilka tillsammans bildade den berömda s. k. "gula brigaden" (gula regementet) och som i nämnda slag mist sin chef, den tappre Maximilian Teuffel. Den "gula brigaden" var den till rang och förtjänst förnämsta kåren i hela armén. Senare samma år deltog Brahes "gula regementet" tillsammans med det "blå regementet" i den djärva stormningen av de "ointagliga" citadellet Würzburg.
Efter än fler prov på utomordentlig tapperhet utnämndes han blott 29 år gammal till general av infanteriet 1632. Deltog därefter i två hårda drabbningar mot Wallenstein vid Nürnberg och Lützen samma år varav det sistnämnda slaget skulle ända hans liv. I detta slag förde Brahe centern bestående av gula, blå, gröna och svenska brigaderna. Till en början lyckades Brahe med stor kraft avancera och intaga sju kanoner innan de slogs tillbaka för att åter i slagets andra skede, då konungen var död, inta de sju kanonerna. I detta skede stormade Pappeheims rytteri in och anföll Brahes styrkor från tre håll. I de strider som följde utplånades nästan hela styrkan och Brahe själv fick ena knäet krossat och fördes sårad till Naumburg. Här avled han av de sår han fått i slaget femton dagar senare med hans gravida hustru vid hans sida. Han begravdes 1633 i Östra Ryds kyrka i Roslagen, där också hans porträtt uppsattes. Till hans åminnelse fick kyrkan en förgylld silverkalk, besatt med ädla stenar, en silverask samt tre metalljuskronor. Brahes tröja som han bar under slaget bevarade av hans änka och finns idag i Braherustkammaren i Skoklosters slott.
Brahes för tidiga död var ett svårt slag för den svenska hären. Hans okuvliga mod och uthålliget, som uppskattades högt både av konungen och soldaterna, hade varit till stor hjälp för Sveriges sak och han kan med lätthet räknas till en av de mest framstående fältherrarna under 30-åriga kriget. Som det yttersta beviset på Brahes kapacitet ansåg konungen själv att han vid sidan av fältmarskalken Lennart Torstenson tillhörde de mest framstående fältherreämnena i hela den svenska hären.
Brahe gifte sig 16 april 1628 på slottet Tre Kronor i Stockholm med friherrinnan Anna Margareta Bielke (1603-1643), dotter till riksrådet och rikskansleren, friherre Svante Bielke.